# Guillaume Ribes
Pour les articles homonymes, voir Ribes.

a Compétitions nationales et continentales officielles uniquement.

Dernière mise à jour le 8 mai 2017.
Guillaume Ribes, né le 18 novembre 1984 à Toulouse (Haute-Garonne), est un joueur de rugby à XV français qui évolue au poste de talonneur successivement au sein de l'US Colomiers, du Stade aurillacois, du SC Albi, du RC Toulon et enfin du CA Brive.
Il rejoint le Rugby club toulonnais pour la saison 2008-09 en compagnie de ses deux compères de première ligne du SC Albi, Jérôme Filitoga-Taofifenua et Mathieu Larrouy.
En 2017, il termine sa carrière au Stade Amédée-Domenech de Brive lors de la 26e et dernière journée de championnat en inscrivant deux essais face au Castres Olympique. 

## Carrière
- 2003-2004 : US Colomiers
- 2004-2006 : Stade aurillacois
- 2006-2008 : SC Albi
- 2008-2009 : RC Toulon
- 2009-2017 : CA Brive

## Palmarès
- Équipe de France -21 ans : 
  - Participation au championnat du monde 2005 en Argentine : 3 sélections (Irlande, Italie, Nouvelle-Zélande), 1 essai
  - 4 sélections en 2004-2005
- Équipe de France -19 ans : 
  - Participation au championnat du monde 2003 en France : 4 sélections (Canada, Pays de Galles, Afrique du Sud, Argentine)
  - 6 sélections en 2002-2003